# Ясногородський Володимир Ілліч
Володимир Ілліч Ясногоро́дський (нар. 30 січня 1928, Фрунзе — пом. 27 квітня 2009) — російський режисер, заслужений діяч мистецтв УРСР з 1972 року.

## Біографія
Народився 30 січня 1928 року в місті Фрунзе (тепер Бішкек, Киргизія). У 1959 році закінчив режисерський факультет Ленінградського державного театрального інституту.
З 1967 по 1977 рік — головний режисер Севастопольського російського драматичного театру імені А. В. Луначарського. З 1977 по 1981 рік — режисер Українського театру драми і комедії у Сімферополі. У 1981 році  повернувся режисером у Севастопольський театр і працював там до 1988 року.
Помер 27 квітня 2009 року.

## Вистави
- «Піднята цілина» за М. Шолоховим;
- «В ніч мічячного затемнення» М. Каріма;
- «Король Лір» В. Шекспіра.